# Llengua oneida
Oneida oʊˈnaɪdə és una llengua iroquesa parlada principalment pels Oneida als estats de Nova York i Wisconsin, i la província canadenca d'Ontario. Hom calcula els parlants nadius en uns 250. S'han posat en marxa esforços de revitalització lingüística. En 1994, la majoria dels parlants oneida vivien al Canadà.

## Situació dels oneida
Històricament, la tribu oneida es troba a l'estat de Nova York en el que avui és l'àrea d'Utica. Durant la primera meitat del segleXIX grups significatius d'Oneida emigrar a Wisconsin i Ontario com a resultat del desplaçament impulsat per l'Estat de Nova York després de la Guerra Revolucionària Americana Avui la població a Nova York inclou uns 1.100 membres registrats en la atribu,; approximdament 16.000 a la tribu de Wisconsin. La majoria d'aquests individus parlen anglès i utilitzen oneida com a segona llengua, si de cas. Altres oneida viuen a Ontario, a la Reserva de les Sis Nacions.
En 1991, 200 parlants oneida residien a la Nació Thames (Ontario) Nation, i 50 a Wisconsin. Igual que molts pobles amerindis, els Oneida adoptaren i assimilaren individus d'altres tribus capturats en la guerra, i que aprendrien Oneida. Avui dia la gran majoria dels parlants actuals són descendents d'oneida.

## Fonologia
Les tables presenten els fonemes de l'oneida.

### Consonants
|           | Bilabial | Dental | Lateral | Palatal | Postalveolar | Velar     | Glotal |
| --------- | -------- | ------ | ------- | ------- | ------------ | --------- | ------ |
| Oclusiva  |          | t t    |         |         |              | k k kw kʷ | ʔ ʔ    |
| Fricativa |          | s s    |         |         |              |           | h h    |
| Africada  |          |        |         |         | ts ʦ         |           |        |
| Nasal     |          | n n    |         |         |              |           |        |
| Líquida   |          |        | l l     |         |              |           |        |
| Semivocal | w w      |        |         | y j     |              |           |        |

### Al·lòfons
L'oneida, com les altres llengües iroqueses, no distingeix pas entre consonants sordes i sonores. Davant d'una vocal la majoria d'oclusives, fricatives i africades, t, k, kw, s, ts esdevenen sonores.

### Vocals
|         | Anterior | Central | Posterior |
| ------- | -------- | ------- | --------- |
| Tancada | i i      |         | u ũ       |
| Mitjana | e e      | ʌ œ̃     | o o       |
| Oberta  |          | a a     |           |